# Marco Vacchi
Marco Vacchi (Castenaso, 30 luglio 1937) è un imprenditore italiano.

## Biografia
È consigliere e presidente onorario di IMA S.p.A. , socio fondatore della Fondazione Cassa di Risparmio in Bologna  e presidente della Banca di Bologna.
È stato presidente del Gruppo emiliano-romagnolo dei Cavalieri del Lavoro dal 2005 al 2013 e vice presidente della Federazione Nazionale dei Cavalieri del Lavoro dal 2007 al 2013.